# Suite pour orchestre de variété no 1

La Suite pour orchestre de variété no 1, opus 50b est une œuvre de musique classique pour orchestre symphonique du compositeur russe Dmitri Chostakovitch constituée de pièces pour orchestre et datée de 1956. La Valse no 2 (7e mouvement) est une des compositions les plus célèbres du compositeur.

## Historique
Dmitri Chostakovitch a initialement numéroté son œuvre sous le « no 1 » mais aucun « no 2 » n'existe. Toutefois le biographe de Chostakovitch a annoncé en 2000 la découverte d'une Suite pour orchestre de variété no 2 en quatre mouvements.
Durant plusieurs années cette suite a été incorrectement identifiée à la Suite pour orchestre de jazz no 2 de 1938, qui est une œuvre différente en trois mouvements, perdue pendant la Seconde Guerre mondiale et dont une réduction pour piano est redécouverte en 1999 par Manashir Yakubov et orchestrée en 2000 par Gerard McBurney.
Il est possible que la Suite pour orchestre de variété ait été assemblée par Chostakovitch après 1956, à cause de l'utilisation de matériaux provenant d'œuvres composés par Chostakovitch cette année-là pour le film Le Premier Échelon. En fait, la plus grande partie de la Suite est constituée de réutilisation d'œuvres diverses.[réf. nécessaire]
- Les mouvements d'introduction et de conclusion (Marche et Finale) sont basés sur la "Marche" de l'Aventure de Korzinkina, Op. 59 (1940).
- Le deuxième mouvement (Danse 1) est adapté de "la place du marché" (No.16) de la musique du film Le Taon, Op. 97 (1955).
- Le troisième mouvement (Danse 2) reprend l' "Invitation à un Rendez-vous" (No.20), de Le Ruisseau limpide, Op. 39 (1934-35) [(qui lui-même était repris du "Mime et danse du pope" (No.19) de le Boulon, Op.27 (1930-31)].
- Le septième mouvement (Valse no 2) est adaptée de la Valse de la Suite du premier échelon, Op. 99a (1956), adaptée de la musique du film russe Le Premier Échelon de Mikhaïl Kalatozov de 1956[1].

La suite est créée le 1er décembre 1988[réf. nécessaire] au Barbican Centre de Londres, dirigée par Mstislav Rostropovich sous le titre Suite pour orchestre de jazz no 2  (Suite for Jazz Orchestra no.2).

## Instrumentation
| Instrumentation de la Suite pour orchestre de variété no 1 |
| Cordes |
| premiers violons, seconds violons, altos, violoncelles, contrebasses 1 guitare, 2 pianos                                                                           |
| Bois |
| 2 flûtes (avec 1 piccolo), 1 hautbois, 4 clarinettes, 1 basson, 2 saxophones altos, 2 saxophones ténors 1 accordéon                                                |
| Cuivres |
| 3 cors, 3 trompettes, 3 trombones, 1 tuba |
| Percussions |
| Timbales, 1 célesta, 5 percussionnistes (avec triangle, tambourin, caisse claire, grosse caisse, cymbale, cymbale suspende, glockenspiel, xylophone et vibraphone) |

## Structure
D'après les Oeuvres complètes de Dimitri Chostakovitch (éditions DSCH, Moscou), la suite comporte huit mouvements, mais une note du compositeur indique qu'il est possible de ne jouer que certains d'entre eux et dans un ordre quelconque :
1. Marche
2. Danse no 1
3. Danse no 2
4. Petite Polka
5. Valse lyrique
6. Valse no 1
7. Valse no 2
8. Finale

L'exécution de la suite dure environ 25 minutes.
La Valse no 2 est devenue l'une des plus célèbres œuvres du compositeur auprès du grand public, souvent appelée Valse de Chostakovitch ou Sérénade-Valse de Chostakovitch et jouée isolément du reste de la suite.

## Discographie sélective
L'œuvre est enregistrée par Riccardo Chailly dirigeant l'Orchestre royal du Concertgebouw en 1991 (aussi sous le titre erroné de Suite de jazz no 2) et distribué en disque sous le titre Shostakovich: The Jazz Album (Decca 33702). Les mouvements de cet enregistrement sont ordonnés ainsi : 1, 5, 2, 6, 4, 7, 3, 8. L'enregistrement par Chailly de laValse no 2 est utilisé comme bande originale pour le film de Stanley Kubrick, Eyes Wide Shut comme thème d'ouverture et de générique de fin. La valse est aussi utilisée comme publicité pour la compagnie CNP Assurances à partir de 1993. En 1993, le Concertgebouw d'Amsterdam dirigé par Ricardo Chailly reprend la suite pour Decca Records.
En 2013, Roberto Alagna enregistre une chanson de sa composition, la Valse de l'espérance, sur la valse no 2, pour le disque de compilation Robertissimo.